# Chocotorta
La chocotorta es un postre originario de Argentina. Con el lanzamiento en 1975 por Bagley, de una variedad de galletitas de chocolate, marca Chocolinas, en muchas poblaciones del sur de Santa Fe se comenzó a elaborar en los hogares este postre, conocido como «el postre de las chocolinas».[cita requerida]
Aprovechando la popularidad y difusión alcanzada por esta especialidad en todo el país,[cita requerida] la propia compañía elaboradora de las galletitas comenzó a incluir este postre, al que rebautizó como Chocotorta, en 1983 en sus recetarios y publicidades, campaña a cargo de Marité Mabragaña, según la propia empresa Bagley. A diferencia de la receta original, que se elaboraba con dulce de leche y crema de leche, en la nueva mezcla esta última se reemplazó por queso crema.

## Características
La chocotorta es un postre muy difundido en los hogares de Argentina, aunque poco ofrecido en restaurantes y comedores, inspirado en el tiramisú italiano. Se caracteriza por la facilidad de su preparación y repostería ya que al ser sus ingredientes principales «pre-hechos» no requiere de cocción alguna. Existe una fuerte controversia sobre si corresponde considerar a la chocotorta como una torta o bien como un simple postre de escasa elaboración.
Otros editores citan antecedentes similares al mencionado: un postre de similares características ya formaba parte del menú escolar del Colegio San Martín, de Avellaneda, en la década de 1970.[cita requerida] En su preparación se utilizaba café para humedecer las galletas, mientras que el resto de los ingredientes y forma de combinarlos y presentarlos eran iguales a los del posterior lanzamiento de la chocotorta convirtiéndolo en un precedente.

## Historia
Recogiendo este postre muy difundido en los hogares argentinos, en 1982, la publicitaria Marité Mabragaña aficionada a la gastronomía y primera jefa creativa publicitaria empleada por la agencia De Luca introdujo la torta para celebrar un cumpleaños y gustó tanto que debió hacer dos más y llevarlas a sus clientes, dueños de las galletitas Chocolinas, producidas por la entonces empresa argentina Bagley, la dueña del queso crema Mendicrim de la cooperativa SanCor y el propietario de la empresa desaparecida productora de dulce de leche Ronda.
Aunque a las marcas les fascinó la idea que Marité había recogido del boca a boca, tardaron cerca de un año en hacer el comercial debido a dificultades con base en cobranding empresarial. A partir de que apareció el comercial, que estuvo al aire casi 2 años, las ventas de Chocolinas y Mendicrim aumentaron exponencialmente.
Luego de este éxito, a Marité se le ocurrió sumergir las galletitas chocolatadas en leche pasteurizada (contrario al postre popular inspirado en el tiramisú,  que se sumerge en café), intercalándolas con las capas de dulce de leche y queso crema, de modo que la capa de galletitas chocolatadas bien embebidas quedaran en la base del postre y la capa superior tuviera el formato rectangular actual.
Pronto aparecieron otras recetas de chocotorta que incluyen el embebido de las galletas chocolatadas en licores, como por ejemplo el oporto o la Hesperidina, en almíbar, en leche chocolatada, espolvorear en la parte superior trozos de maní, almendras, castañas de Cajú, diversas variedades de piñones (por ejemplo de cury o de pehuén o de pecán), escamas de Mantecol (el mantecol puede insertarse entre los pisos de crema y dulce de leche de este postre); diversas confituras, etc.
Se puede servir al momento o fría aunque jamás caliente. Dado que la chocotorta está confeccionada con ingredientes perecederos (el queso crema, o la crema) lo que corresponde es consumirla a las pocas horas de su preparación; o debe guardarse en la heladera un par de días hasta su consumo.

## Receta

### Ingredientes
- Leche, café fuerte o cacao
- Galletitas de chocolate (Chocolinas o similares)
- Dulce de leche
- Crema de leche
- Queso crema

### Preparación
1. Mezclar en una taza la leche con cacao, o preparar un café bien cargado.
2. Mezclar 4 cucharadas de dulce de leche con crema de leche y queso crema, y batir hasta obtener una mezcla homogénea.
3. Luego en una fuente colocar una capa de galletas humedecidas con café o leche con cacao.
4. Colocar una capa de la mezcla de crema o queso y dulce de leche.
5. Continuar así y realizar capas a gusto, al final en la última capa, si lo prefiere, colocar chocolate rallado.
6. Llevar a la nevera de 1 a 3 horas o más (si lo desean) para que logre mayor consistencia.